# Rankin (Illinois)
Rankin – wieś w Stanach Zjednoczonych, w stanie Illinois, w hrabstwie Vermilion.